# Vuelo 544 de Pakistan International Airlines
El vuelo 544 de PIA, se trata de un vuelo operado por un Fokker F27 de Pakistan International Airlines, que fue secuestrado el 25 de mayo de 1998, poco después de despegar del aeropuerto internacional de Gwadar, por tres hombres armados que pertenecían a la Organización de Estudiantes de Baloch. El avión, con 33 pasajeros y  5 tripulantes a bordo, acababa de llegar del aeropuerto internacional de Gwadar, Balochistán, y tenía previsto aterrizar en el aeropuerto de Hyderabad, Sindh. Los secuestradores exigieron que el avión se dirigirse a Nueva Delhi, India. La división del grupo de operaciones especiales del ejército pertenecientes al 7° batallón Zarrar, acompañados por miembros de los Rangers de Pakistán, tomaron la aeronave, mientras la policía de Pakistán rodeaba el aparato. La operación concluyó con los tres secuestradores detenidos y sentenciados a muerte, mientras que entre el pasaje no se registró ninguna víctima.

## Secuestro del avión de PIA
El incidente comenzó mientras el aparato se encontraba en vuelo, transportando a 33 pasajeros con 5 tripulantes a bordo. El  Fokker de PIA procedente de Karachi, operando el vuelo PK-554, fue secuestrado poco después de su despegue de Gwadar a las 5:35pm del 25 de mayo de 1998. Los secuestradores obligaron al piloto a poner rumbo a Nueva Delhi, India.

## Demandas de los secuestradores
Los secuestradores habían solicitado inicialmente que pusieran rumbo a Nueva Delhi. Pero, el piloto rechazó dirigirse a Delhi bajo el pretexto de encontrarse bajo de combustible y que los cazas de la Fuerza Aérea de Pakistán ya habían interceptado el avión. El drama comenzó cuando el piloto de PIA, Capitán Uzair Khan, llamó al director general del aeropuerto de Hyderabad tras ser secuestrado. Su mensaje llegó al aeropuerto de Hyderabad como aeropuerto de Bhuj, y llevó a los secuestradores a pensar que se encontraban sobre Bhuj, India, al escucharse a los secuestradores consultando mapas de Bhuj. El personal del aeropuerto de Hyderabad se dirigió a ello como si se tratase del aeropuerto de Bhuj e indicó al piloto que esperaban el aterrizaje del avión. Esta comunicación reafirmó la creencia por parte de los secuestradores de que se encontraban ya en India.

## Secuestradores
Los tres secuestradores fueron identificados como Shahsawar Baloch, Sabir Baloch y Shabir Baloch. Estaban viajando bajo los nombres de Jamal Hussain, Anwer Hussain y Ghulam Hussain.

## Cronología

### El cerco al vuelo 544
El avión aterrizó en Hyderabad ya bien entrada la noche. El director del aeropuerto había apagado las luces y marcas de Hyderabad. Más tarde esa misma noche, los secuestradores liberaron al ingeniero de vuelo Sajjad Chaudhry para hablar con las autoridades para repostar el avión para el vuelo posterior a Nueva Delhi, India. El secuestro llegó a su fin tras siete horas de continuas negociaciones llevadas a cabo por los jefes superiores de la Policía de Pakistán. Entre los oficiales se incluían el Superintendente General de la Policía Akhtar Gorchani, el Superintendente Auxiliar de la Policía Usman Anwar, el Comisionado Adjunto y Magistrado de Distrito de Hyderabad Sohail Akbar Shah y el comandante de los Rangers de Pakistán Aamir Hashmi, a las 3 a. m. del lunes. Los secuestradores exigieron comida, agua y combustible para el avión.

### Preparación para el ataque
Todo el aeropuerto quedó acordonado por rangers y miembros del ejército. Los comandos de la Compañía Haideri, del 7º Batallón de Comandos Zarrar, División SSG fueron activados para una eventual toma del avión. Fueron apagadas todas las luces del aeropuerto y selladas todas las conexiones viarias con la infraestructura. Con el fin de proporcionar agua y comida, algunos policías de Pakistán de Gorchani y Anwar se ofrecieron como voluntarios y así la policía logró acercarse al avión, aunque desarmada.
Mientras los oficiales de policía permanecían dentro del avión distrayendo a los secuestradores, el grupo de Operaciones Especiales se preparaba para la misión. Además, los oficiales hablaban Hindi entre ellos y convencieron a los secuestradores de que se trataba de auténticos indios, ya que los secuestradores creían encontrarse en un aeropuerto de India. Los dos secuestradores se identificaron a su mismos como Sabir y Shabbir quienes se habían pertrechado con bombas de mano adheridas a sus cuerpos. Los miembros de la policía, con el fin de ganar tiempo y a su vez la confianza de estos, les dijeron a los secuestradores que los miembros de la embajada pakistaní se habían mostrado dispuestos a dialogar con ellos, pero a la vez insistieron en que no debían hacer daño a ningún pasajero y debían dejar marcharse a mujeres y niños.

### Asalto final
La conclusión del drama tuvo lugar cuando los secuestradores permitieron a las mujeres, dos bebés y un niño salir del avión tras las negociaciones con Anwar, quien se presentó como el "Director ejecutivo de aeropuertos" Ram y Gorchani afirmó ser Ashok, director del aeropuerto de Bhuj. El comisionado Sohail Akbar Shah, formó parte del equipo como DC Rajhastan y se comunicó con los demás oficiales en hindi. Las mujeres y niños fueron evacuados del avión mientras que los miembros de la policía debieron permanecer dentro. Mientras tanto, el ejército de Pakistán ya había asignado la misión a la compañía Haideri, del séptimo Comando del batallón Zarrar, de la división de fuerza especiales, dirigida por el mayor Tariq Ahmad Anees y el Mayor Aamir Saleem, con el nombre en clave "Operación Comando". A medianoche, los miembros el equipo de élite de las fuerzas especiales llegaron al lugar del incidente. De inmediato iniciaron la operación a gran escala para capturar a los terroristas. La policía de Pakistán, así como vehículos de los ranger y el ejército fueron estacionados en frente del avión para evitar que pudiera ponerse en vuelo de nuevo. Los miembros del grupo de fuerzas especiales tomaron posiciones, antes de internarse en el avión, tanto por la puerta frontal como la trasera del avión. El comisionado de la policía había dicho a la vez que se producía la entrada al aparato Alla ho Akbar (Dios es grande). Impactados por la frase, uno de los secuestradores intentó disparar al comisionado pero falló, y los secuestradores dispararon por error a uno de sus cómplices. La operación apenas duró dos minutos siendo arrestados los tres secuestradores por el grupo de fuerzas especiales y trasladado a Karachi donde fueron entregados a la policía de Pakistán.

## Investigación
Los secuestradores afirmaron tener pequeñas armas - pistolas o revólveres, aunque también mostraron paquetes que afirmaron que contenían explosivos de alta intensidad. Los interrogatorios revelaron que los secuestradores de Baloch se oponían a las pruebas nucleares en su provincia de Balochistán natal tras las recientes pruebas nucleares indias. Más tarde se reveló que los secuestradores habían exigido un repostaje para continuar hasta Nueva Delhi. Durante el secuestro, el comandante del V Cuerpo, el secretario jefe, y el secretario de estado, así como el IG se encontraban en el aeropuerto.

## Consecuencias
El gobernador Teniente General (retirado) Moinuddin Haider permaneció en contacto con las autoridades en todo momento. A la semana siguiente, galardonó a los oficiales de policía de Sindh con los mayores honores y galas. Los secuestradores fueron acusados bajo la 402-B (código de secuestro definido en la ley de Pakistán) en 1998 y fueron condenados a muerte en 1999. Todos los secuestradores fueron ahorcados el 28 de mayo de 2015, diecisiete años después de que Pakistán hubiese concluido con éxito sus pruebas nucleares en Chaghi, Baluchistán.

## Víctimas
Los miembros de la tripulación a bordo del avión fueron:
- El Piloto Capitán Uzair Khan
- El Primer Oficial M. Faisal
- La sobrecargo Khalida Afridi
- Una Tripulante de Cabina de Pasajeros
- El ingeniero de vuelo Muhammad Sajjad Choudhury

## Policía de Pakistán
- El superintendente general de la Policía  Akhtar Gorchani (Ahora inspector general adjunto (D\AIG)).
- Superintendente auxiliar de la Policía Dr. Usman Anwar (Ahora SSP, galardonado con la medalla policial Quaid-e-Azam en pago por sus servicios en este día)

## Oficiales civiles
Comisionado (DC) Sohail Shah (distinguido como DC Rajasthan) (condecorado por los ciudadanos de Hyderabad)

## Oficiales del ejército
- El Mayor Aamir (ahora Coronel) (Condecorado con el Tamgha e Basalat, Premio a los servicios militares prestados)
- El Mayor Tariq Ahmad Anees (ahora Coronel) (Condecorado con el Sitara-e-Jurrat, Premio a los servicios militares prestados)